# Facultatea de Biologie a Universității din București
Facultatea de Biologie a Universității din București este o facultate de stat care are ca domeniu de activitate organizarea și desfășurarea studiilor universitare în domeniul științelor biologice.

## Istoric
- 1866 - Se înființează, în cadrul Universității din București, Facultatea de Științe. Această facultate cuprindea două departamente și anume: Departamentul de Științe Matematice și Fizice' și Departamentul de Științe Fizice și Naturale. În cadrul Departamentului de Științe Fizice și Naturale funcționa disciplina de Istorie Naturală. Disciplina de Istorie Naturală s-a scindat ulterior în trei secții și anume: Secția Zoologie, Secția Botanică și Secția Fiziologie. Durata studiilor în această perioadă era de 3 ani [1]

- 1912 - Dintre profesorii care predau în această perioadă putem enumera pe Dimitrie Voinov profesor ce a pus bazele școlii românești de citologie, Andrei Popovici-Bâznoșanu întemeietorul Stațiunii Zoologice Sinaia. Durata studiilor este de 4 ani.[1]

- 1948 - Facultatea de Științe se organizează în mai multe facultăți de sine stătătoare. Una din aceste facultăți este și Facultatea de Științele Naturii.[1]

- 1958 -  Facultatea de Științe devine devine apoi Facultatea de Biologie. În această perioadă au predat profesori eminenți, personalități remarcante în domeniul biologiei. Astfel pot fi enumerați profesorii: Radu Codreanu, Constantin Motaș, Mihai Ionescu, Gheorghe Dornescu, Nistor Șanta, Ion Steopoe, Traian Ștefureac, I.T. Tarnafschii.[1]
- 1974 - Se cedează o parte din terenul curții pentru înființarea Institutul de Biologie și Patologie Celulară Emil Palade, ulterior denumit Institutul de Biologie și Patologie Celulară Nicolae Simionescu. În același an se înființează pe lângă specializarea Biologie o a doua specializare și anume cea de Biochimie[1]
- 1990 - Se înființează pe lângă cele două specializări deja existente și anume cea de Biologie și Biochimie, o a treia specializare Ecologie [1]
- 2007 - Facultatea de Biologie funcționează cu 3 specializări (Biologie, Biochimie, Ecologie).

## Conducerea (2021)
- Decan: Prof. dr. Carmen Postolache
- Prodecan: Prof. dr. Ileana Stoica
- Prodecan: Prof. dr. Marieta Costache

## Domenii de licență
- Biologie cu direcțiile de studiu Biologie și Biochimie
- Știința mediului cu direcția de studiu Ecologie

## Master
Programe master 2023
Neurobiologie
Laborator medical
Biologie medicală
Bioinformatică medicală
- Neurobiologie Arhivat în 17 mai 2009, la Wayback Machine.
- Taxonomie Arhivat în 20 februarie 2016, la Wayback Machine.
- Biofizică
- Genetică, microbiologie și biotehnologie Arhivat în 20 februarie 2016, la Wayback Machine.
- Biologie medicală Arhivat în 20 februarie 2016, la Wayback Machine.
- Biochimie și biologie moleculară Arhivat în 15 iulie 2007, la Wayback Machine.
- Ecologie sistemică și sustenabilitatea dezvoltării Arhivat în 20 februarie 2016, la Wayback Machine.
- Biodinamică Arhivat în 8 iulie 2007, la Wayback Machine.

## Domenii de doctorat
- Stiințele naturii[nefuncțională]
- Ecologie

## Catedre
- Catedra de Biologie animală Arhivat în 20 februarie 2016, la Wayback Machine.
- Catedra de Fiziologie animală și Biofizică Arhivat în 20 februarie 2016, la Wayback Machine.
- Catedra de Biochimie Arhivat în 20 februarie 2016, la Wayback Machine.
- Departamentul de Ecologie sistemică și managementul capitalului natural Arhivat în 22 august 2007, la Wayback Machine.
- Catedra de Genetică Arhivat în 19 decembrie 2007, la Wayback Machine.
- Catedra de Botanică și Microbiologie Arhivat în 20 februarie 2016, la Wayback Machine.
- Catedra de Anatomie - Oncobiologie Arhivat în 20 februarie 2016, la Wayback Machine.
- Colectiv Chimie Arhivat în 20 februarie 2016, la Wayback Machine.

## Centre de cercetare
- Centrul de Cercetări și Formare în Domeniul Biologiei Moleculare Arhivat în 20 februarie 2016, la Wayback Machine.
- Centrul de Cercetare, Formare și Consultanță in Microbiologie, Genetică și Biotehnologie (MICROGEN)
- Centrul de Cercetare de Neurobiologie și Fiziologie Moleculară
- Centrul de Cercetare în Enzimologie, Genetica și Biochimie Analitică (CEGA)
- Centrul de Cercetare în Ecologie Sistemică, Ecodiversitate și Sustenabilitate (CCESES - UNIBUC) Arhivat în 22 august 2007, la Wayback Machine.
- Colectivul de Taxonomie
- Institutul de Genetică al Universității din București (IGUB)
- Centrul de Cercetări Botanice, Inovare și Transfer Tehnologic
- Colectivul de Chimia Lipidelor și Glicolipidelor